# Uwe Seiler
Uwe Seiler (* 6. August 1956 in Ibbenbüren, Deutschland) ist ein ehemaliger deutscher Fußballtorwart und derzeitiger -trainer. Er verbrachte seine gesamte Profikarriere beim VfL Osnabrück.

## Karriere
Seiler spielte bereits in seiner Jugend beim VfL Osnabrück. 1975 wechselte er in den Profikader. Seine erste Zweitligapartie bestritt er am 29. Spieltag der Saison 1975/76 beim Auswärtsspiel gegen Preußen Münster, als er beim Stand von 2:0 für Werner Kamper eingewechselt wurde. Seiler blieb für den Rest der Partie ohne Gegentor und spielte seitdem meist in der Startelf, bis zum 12. Spieltag der Folgesaison, als er durch Wolfgang Dramsch verdrängt wurde und aufgrund dessen guter Resultate nur noch selten spielte. Auch als Dramsch den Verein 1978 verließ, konnte sich Seiler erneut nicht gegen den neu verpflichteten Rolf Meyer durchsetzen, blieb aber dennoch dem VfL Osnabrück treu. Meyer verließ Osnabrück 1983 in Richtung Borussia Dortmund, da er sich mit dem VfL nicht auf eine Vertragsverlängerung einigen konnte. Von da an war Seiler Stammtorwart, sowohl in der 2. Bundesliga, als auch 1984/85, als Osnabrück in der drittklassigen Oberliga Nord spielte. Seiler kassierte in dieser Saison gerade einmal 31 Gegentore und spielte in 16 von 34 Partien zu Null, so dass der Verein direkt wieder in die 2. Bundesliga aufstieg. Er blieb Stammtorwart bis zum Ende der Hinrunde der Saison 1987/88. In der Rückrunde wurde statt seiner Christof Rekers eingesetzt, und Seiler absolvierte kein einziges Spiel mehr. Das änderte sich aber in der Saison 1988/89 wieder, und Seiler verpasste keine einzige Minute in der Liga. Die Mannschaft stand lange auf einem Abstiegsplatz, holte aber drei Siege und ein Unentschieden aus den letzten vier Spielen und schaffte den Klassenerhalt. Das letzte Saisonspiel, ein 1:1-Unentschieden auswärts bei Absteiger Mainz, war gleichzeitig der letzte Einsatz Seilers als Profi. Sein Vertrag lief zwar noch bis 1990, er spielte aber nicht mehr. In diesem Jahr beendete er auch seine Karriere als Spieler.
Seiler kommt auf insgesamt 203 Zweitligaspiele, 34 Oberligapartien und 9 Einsätze im DFB-Pokal, alle für den VfL Osnabrück.